# Cyathea flaccida
Cyathea flaccida là một loài dương xỉ trong họ Cyatheaceae. Loài này được Spreng. mô tả khoa học đầu tiên năm 1799.
Danh pháp khoa học của loài này chưa được làm sáng tỏ. 